# Draba jaegeri
Draba jaegeri là một loài thực vật có hoa trong họ Cải. Loài này được Munz & I.M.Johnst. mô tả khoa học đầu tiên năm 1929.